# Mauri Tommila
Mauri Eerik Tommila, född 28 april 1951 i Nakkila, är en finländsk arkitekt. 
Tommila var chef för Tapiolan Studio Arkkitehdit Oy i Esbo 1984–1993 och var även delägare från 1988. Byråns främsta arbete blev Parteks huvudkontor i Sörnäs (1988, tillsammans med Kaarina Löfström och Matti K. Mäkinen). Han grundade egen byrå 1993, inom vilken han framgångsrikt har ritat stora byggnadsprojekt i huvudstadsområdet, bland dem pop/jazz-konservatoriet i Åggelby (1995), köpcentret Columbus i Nordsjö (1996), ICL:s och L.M. Ericssons kontorsbyggnader i Esbo (1996 och 1998), bilimportören Vehos byggnader i Esbo och Hertonäs (1999–2000), ABB:s kontorsbyggnad "Tellus" (1999), kontorshuset Martela (2001) och SysOpen Tower (2001), samtliga i Sockenbacka, därtill Radiolinjas huvudkontor vid Kägelviken (2001), köpcentret Iso Omena i Esbo (2001) och Arabiacentret i Helsingfors (2002). Han har även utfört ett flertal stads- och områdesplaner, bland annat för Nordsjö centrum (1990–1997), Arabias industriområde (1991–1995), stationsområdet i Kuppis i Åbo (1991–1995), Kista Centrum i Solna, Sverige (1997) samt Mattby-Olars centrum (1998) och Storåkers centrala områden i Esbo (2006). Han betraktas som en av Finlands främsta experter på storskaliga projekt med en arkitektur som är utpräglat rationell och modernistisk.